# Сожжение

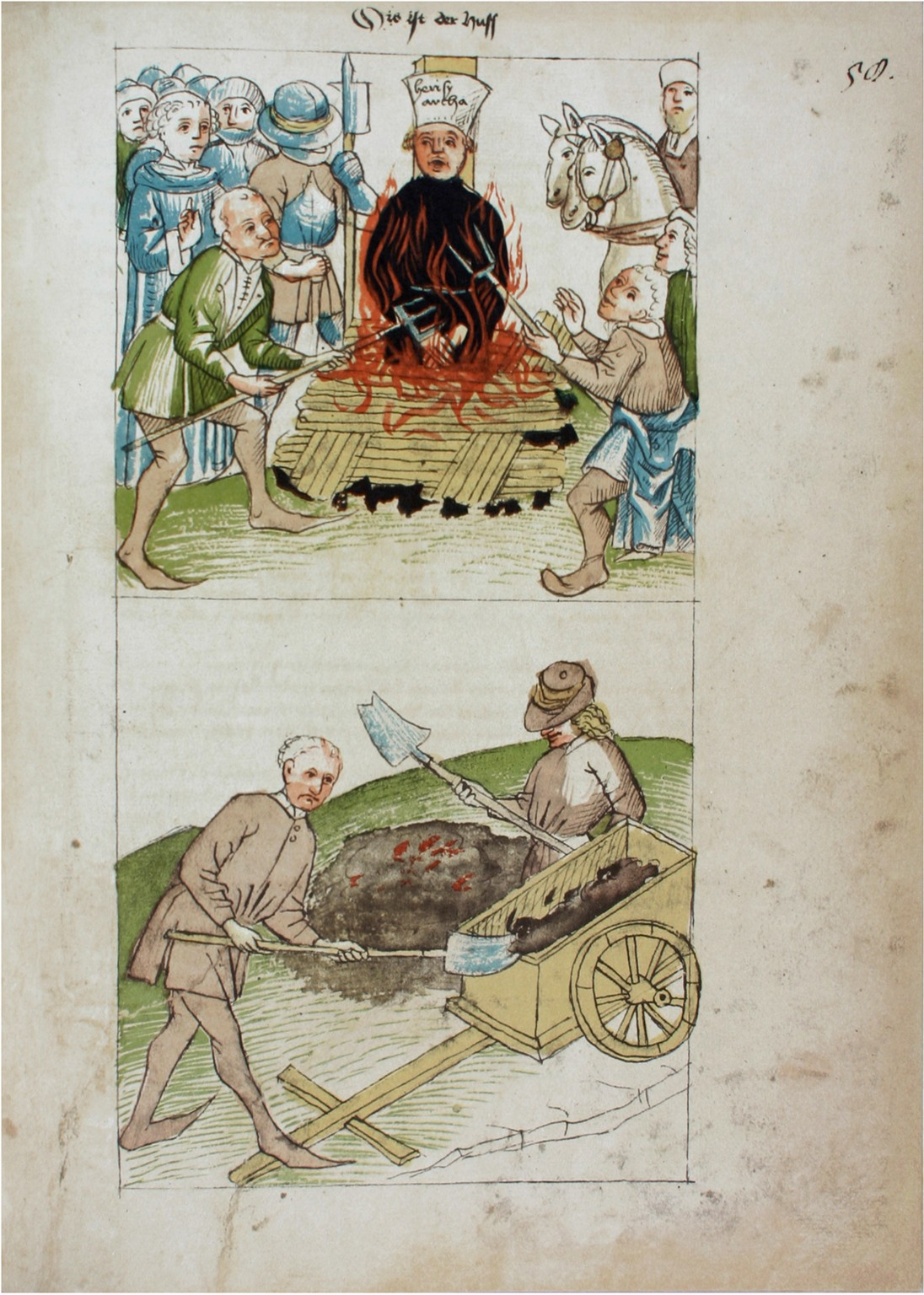
Сожжение Яна Гуса. Миниатюра из «Хроники Констанцского собора» Ульриха фон Рихенталя (1464)

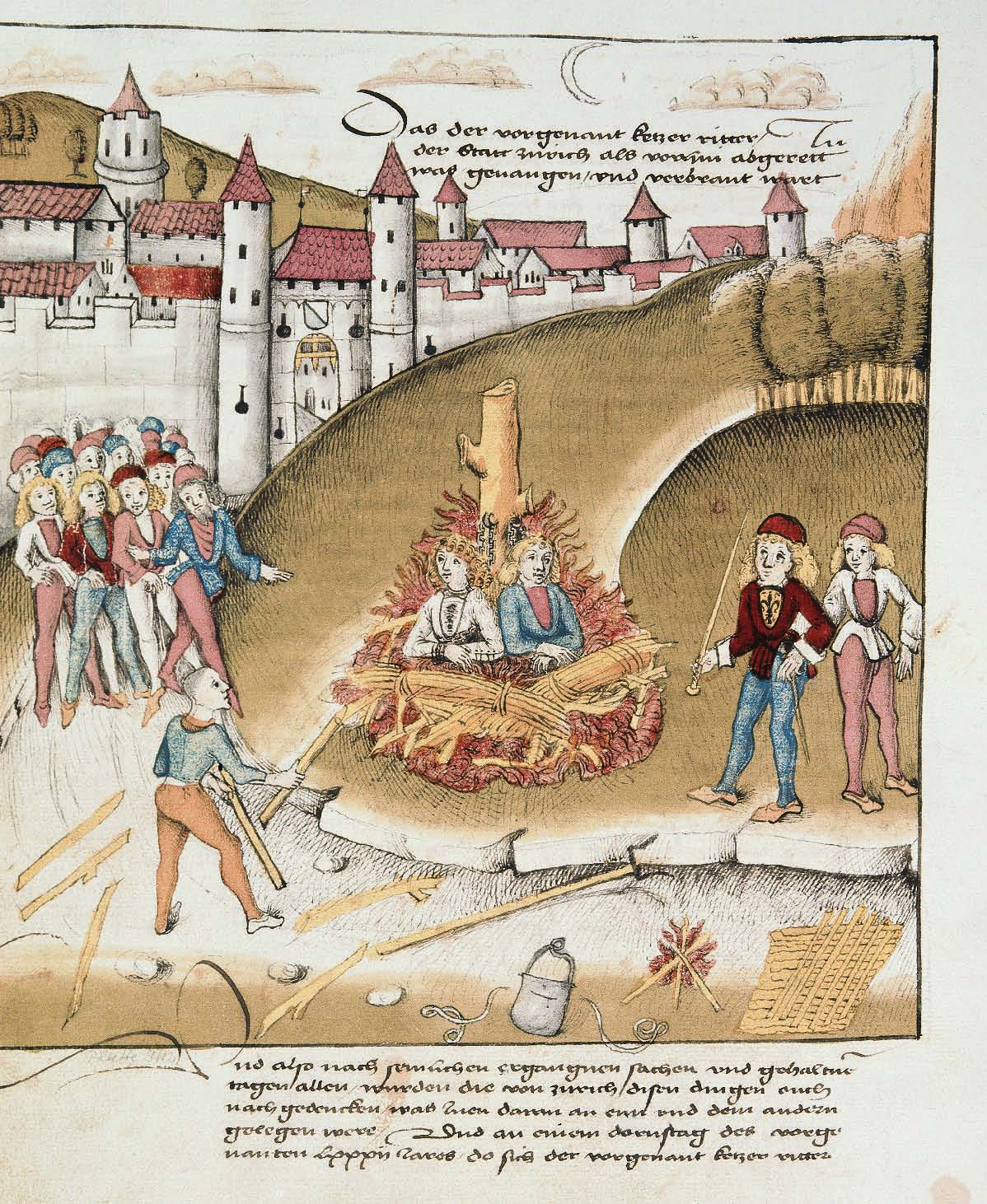
Сожжение рыцаря Гогенберга и его пажа за гомосексуальные отношения. Миниатюра из «Цюрихской хроники» Диболда Шиллинга Старшего (1484)

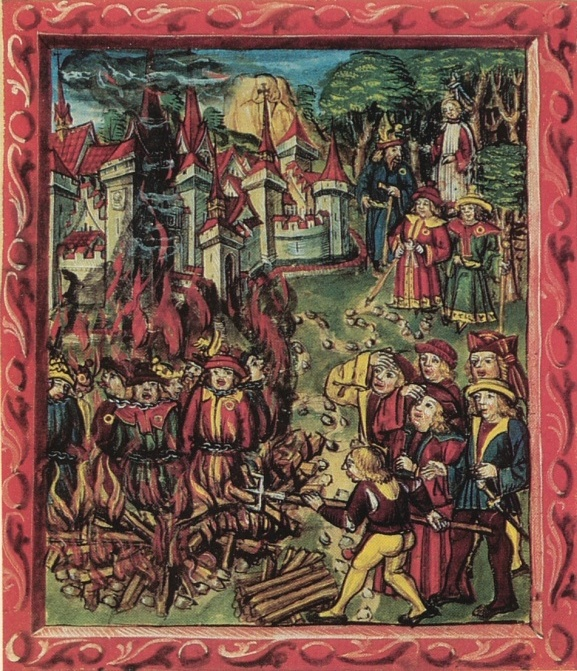
Сожжение иудеев в Аугсбурге в 1348 г. Илл. из «Люцернской хроники» Диболда Шиллинга Младшего (1513)

Сожже́ние — вид смертной казни, при котором приговорённого заживо сжигают на костре.

## Древность и Средневековье

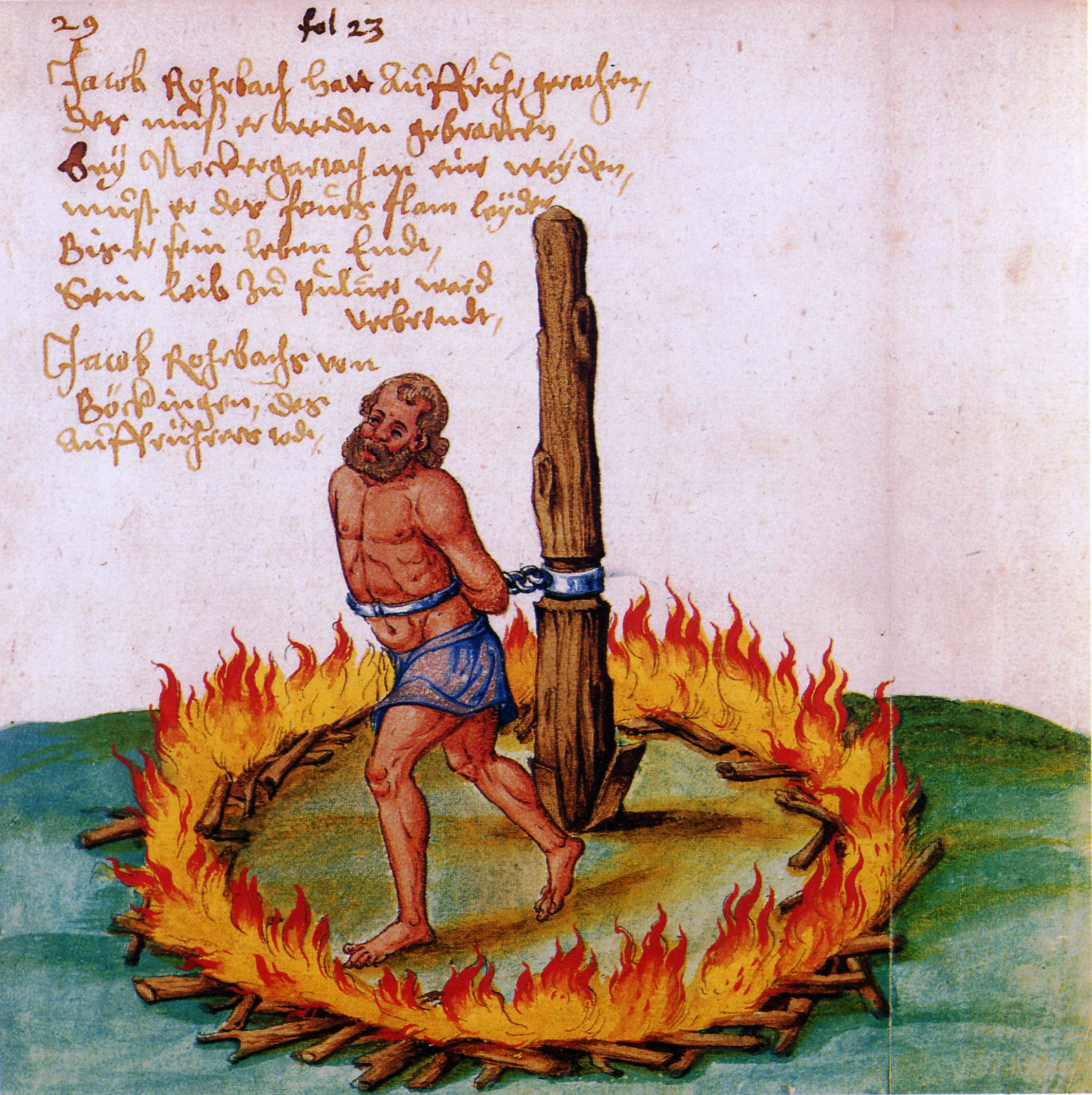
Сожжение на медленном огне в 1525 г. Якоба Рорбаха, одного из предводителей Крестьянской войны в Германии. Илл. из «Описания крестьянской войны» Харрера (1551)

Сожжение людей упоминается в Библии.
Согласно Манефону, захвативший Египет в 710 г. до н. э. кушитский царь Шабака заживо сжёг фараона Бокхориса.
В Византии сожжение производили, помещая человека внутрь полого медного быка и разжигая огонь снаружи; при этом вопли сжигаемого, которые слышались через ноздри медной фигуры, создавали впечатление, что бык «ревёт». Согласно Пиндару, Диодору Сицилийскому и др., подобный вид казни изобрёл в VI в. до н. э. сиракузский тиран Фаларис, который был свергнут и сам казнён точно таким же способом.
Казнь через сожжение изредка практиковалась и мусульманами, так, согласно сообщению анонимной «Мосарабской хроники 754 года», в 731 году по приказу вали принадлежавшего до 759 года сарацинам города Нарбона Утмана ибн Наиссы (Мунузы) в городе Льивия сожжён был за участие в подготовке мятежа епископ Уржеля Намбад.
Практически забытое в эпоху позднего Рима и «тёмных веков», сожжение стало применяться чаще в эпоху Средневековья, наряду с замуровыванием и заточением, так как согласно учению Католической церкви, с одной стороны, оно происходило без «пролития крови», а с другой, пламя считалось средством «очищения» и могло «спасти душу» (аутодафе). Впервые практика публичных сожжений на кострах, не применявшаяся в течение шести столетий, возобновлена была в 1022 году во Франции в отношении еретиков, жертв Орлеанского процесса. В первой трети XIII века, в ходе Альбигойских войн, на костёр отправлено было немало катаров Лангедока и Прованса, в начале XIV столетия — рыцарей Ордена тамплиеров, а в 1348—1349 годах — иудеев Франции и Священной Римской империи, обвинённых в «отравлении колодцев» и «распространении чумы» во время «чёрной смерти». В 1320—1350-х годах на костры в Каркассоне взошли около 200 женщин, обвиняемых в колдовстве, а в Тулузе — свыше 400.
Наибольшую распространённость сожжение приобрело в конце Средневековья и в эпоху Возрождения. Росту популярности подобного вида казни в XV—XVII веках давали преследования еретиков и вероотступников испанской инквизицией, а также развернувшаяся в землях Священной Римской империи и др. странах «охота на ведьм». Хуан Антонио Льоренте в книге «История испанской инквизиции» пишет, что в 1481 году в одной лишь Севилье сожжены были заживо 2000 чел., а за 18 лет деятельности Томазо Торквемады (1483—1498) на костёр в Кастилии взошли 8800 чел. В Англии за всё недолгое правление королевы-католички Марии  Тюдор (1553—1558) на костре сожжено было 274 человека. Согласно документам, в епископстве Бамбергском при населении около 100 000 только в 1627—1630 годах по обвинению в колдовстве сожжено было 285 чел., а в епископстве Вюрцбургском за три года (1727—1729) — свыше 200 чел.

Сожжение ведьм у замка Рейнштейн близ г. Бланкенбурга (1555)

В эпоху Просвещения количество судебных процессов, завершавшихся публичными сожжениями, уменьшилось, вместе с тем менялось и отношение к подобного рода наказанию. Этому во многом способствовала секуляризация, присущая идеологии Просвещения того времени. По данным того же Х. А. Льоренте, в Испании в 1540—1700 годах Святой инквизицией было сожжено 31700 человек, без учёта её колоний.
Сожжению обычно подлежали еретики, вероотступники, ведьмы, а также мужчины, обвинённые в мужеложстве и женщины, обвинённые в муже- или детоубийстве. Помимо них, к публичному сожжению иногда приговаривали лидеров народных восстаний и возмущений, как правило, в «назидательных» целях. Так, например, вождь пьемонтской секты «апостольских братьев» Дольчино сожжён был в 1307 году в Верчелли вместе со своей подругой Маргаритой, предводителя «Жакерии» Гильома Каля (1358) и вождя венгерских «куруцев» Дьёрдя Дожу (1514) заживо сожгли на раскалённом «троне», в 1525 году один из лидеров Крестьянской войны в Германии Якоб (Жаклейн) Рорбах был сожжён на «медленном огне» в Хайльбронне, а в 1758 году во французской колонии Сан-Доминго на о-ве Гаити публично был сожжён предводитель повстанцев-маронов Франсуа Макандаль.
Невзирая на распространение в Западной Европе просветительских идей, казнь через сожжение употреблялась там вплоть до конца XVIII века. Так, в Германии последняя ведьма взошла на костёр в 1775 году, а в Англии последнее сожжение имело место в 1788 году, когда в Ньюгейтской тюрьме нашла на костре свою смерть фальшивомонетчица Феб Харрис, которую, однако, предварительно удушили петлёй.
Последняя в истории человечества ведьма взошла на костёр в мексиканском городе Камарго в 1860 году.

## Средневековое символическое сожжение «в изображении» (In effigie)

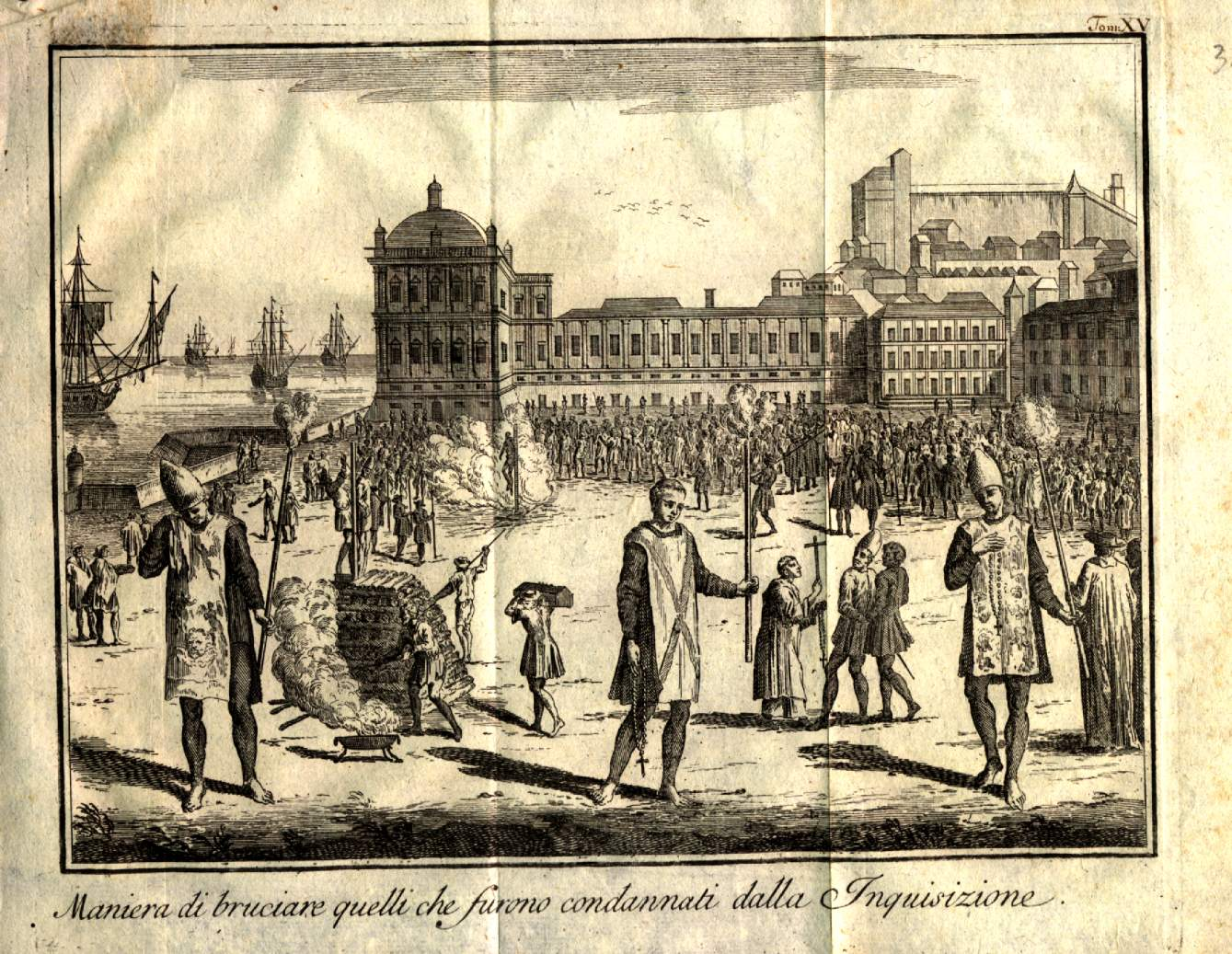
Аутодафе на Праса-ду-Комерсиу в Лиссабоне в XVII веке. Гравюра неизвестного художника

В конце Средних веков и в начале Нового времени использовалось для наказания, налагаемого не на самого виновника преступления (из-за отсутствия последнего или по другой причине), а на его изображение (портрет или куклу). Ныне иногда используется различными политическими силами при демонстрациях.

## В Московском государстве

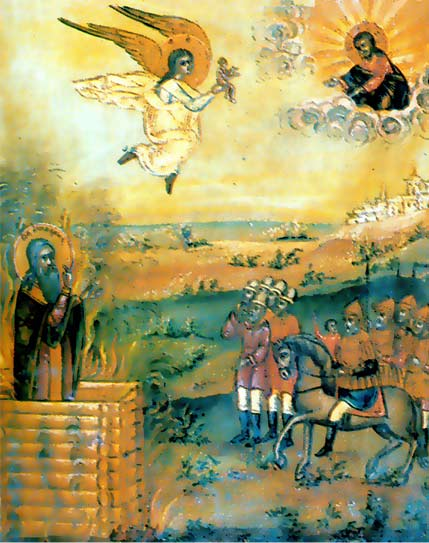
Сожжение в срубе протопопа Аввакума. Старообрядческая икона

В Древней Руси сожжение на костре не практиковалось, однако, с развитием торговых и культурных связей с европейскими католическими странами, подобный вид казни был заимствован и русскими. Так, в 1227 году в Великом Новгороде на Ярославовом дворище сожжены были за «потворы», то есть чародейства, четыре «волхва». В 1411 году двенадцать «вещих жонок» сожжены были во Пскове, а в 1444 году можайский удельный князь Иван Андреевич велел сжечь «за волшебство» местную боярыню Марью Мамонову.
При великом князе Иване III, женившимся вторым браком на выросшей в Италии греческой царевне Софье Палеолог, сожжения стали практиковаться и в Москве. Так, в 1493 году за покушение на жизнь самого князя там отправили на костёр двух литовских подданных, князя Ивана Лукомского и его толмача Матиаса, а в декабре 1504 года сожжены были заживо в срубе сторонники ереси жидовствующих — дьяк Иван Волк Курицын, новгородец Иван Максимов и служилый человек Митя Коноплев (Дмитрий Пустосёлов).
Наказание в виде сожжения заживо в срубе за богохульство или ересь имело место в Московском государстве и позже. Так, весной 1569 года, в царствование Ивана Грозного, в Москве сожжены были плотники Неупокой, Данила и Михаил, употреблявшие в пищу запрещённую церковными правилами телятину, а в августе 1575 года в Новгороде сожжены были 15 ведьм. Английский посланник Джайлс Флетчер, посетивший в Москву в 1589 году, при Фёдоре Иоанновиче, стал свидетелем одной из подобных казней:
Муж и жена… были сожжены в Москве, в маленьком доме, который нарочно для того подожгли. Вина их осталась тайною, но вероятно, что они были наказаны за какую-нибудь религиозную истину, хотя священники и монахи уверили народ, что эти люди были злые и проклятые еретики.
В 1649 году на Земском соборе был принят свод законов Русского государства, «Соборное уложение 1649 года», подтвердивший сожжение как наказание за богохульство:
Будет кто иноверцы, какия ни буди веры, или и русской человек, возложит хулу на Господа Бога и Спаса нашего Иисуса Христа, или на рождьшую Его Пречистую Владычицу нашу Богородицу и Приснодеву Марию, или на честный крест, или на Святых Его угодников, и про то сыскивати всякими сыски накрепко. Да будет сыщется про то допряма, и того богохулника обличив, казнити, зжечь.
Побывавший в 1656 году в России спутник Антиохийского патриарха Павел Алеппский свидетельствует, что когда двумя годами ранее войска Алексея Михайловича отвоевали у поляков Смоленск:
Царь нашёл в нём много евреев, которые скрывали себя, переодевшись христианами, но московиты узнали их по неумению делать крестное знамение. По приказанию царя всех их собрали и потребовали, чтобы они крестились, если хотят спасти себе жизнь; кто уверовал и крестился, тот сохранил свою жизнь, а тех, кто не пожелал, посадили в деревянные дома и сожгли.
Сожжениями сопровождалась также церковная реформа Патриарха Никона (1650—1660).
14 (24) апреля 1682 года были сожжены старообрядцы протопоп Аввакум и три его товарища по заключению: Феодор, Епифаний и Лазарь. Кроме того, в сочинениях Аввакума сохранились сведения о сожжении ещё около ста староверов.
Эпизодически казнь через сожжение применялась при подавлении царскими войсками восстания Степана Разина, так 4 декабря 1670 года в Арзамасе сожжена была в срубе одна из его предводительниц казачка Алёна Тёмниковская.
Иностранцы свидетельствовали, что на Пасху 1685 года по указанию патриарха Иоакима сожгли в срубах около 90 раскольников. Василий Татищев (1686—1750), русский историк и государственный деятель, писал в 1733 году:
Никон и его наследники над безумными раскольниками свирепость свою исполняя, многие тысячи пожгли и порубили или из государства выгнали.
Активным сторонником огненной казни был патриарх Московский Иоаким. При нём 4 октября 1689 года, по указу Ивана и Петра Алексеевичей, в Москве сожжён был заживо немецкий поэт-вольнодумец Квирин Кульман, вошедший в сруб вместе со своим покровителем, купцом из Немецкой слободы Конрадом Нордерманом, а 8 января 1690 года отправлены на костёр два колдуна, Дорофей Кабанов и Фёдор Бобыль.
Последние казни через сожжение в Российской империи были приведены в исполнение в 1730-х годах — за богохульство, ересь, колдовство, или переход из христианства в ислам или иудаизм. Так, согласно документам архивов Свердловской области, за отступничество от православной веры в апреле 1738 года в Екатеринбурге был заживо сожжён башкир Тойгильдя Жуляков, а 30 апреля 1739 года там же сожжена была 60-летняя беглая крепостная башкирка Кисябика Байрясова, которая «крещеная обасурманилась».
Последний в Российской империи приговор к смертной казни через сожжение был вынесен за колдовство в Яренске в декабре 1762 года некому Андрею Козицыну. Однако Архангельская губернская канцелярия не утвердила приговор, поскольку указами Сената от 30 сентября 1754 года и 14 октября 1760 года был введён мораторий на смертную казнь; для Козицина смертная казнь была заменена каторгой. Имеются также непроверенные данные о сожжении в 1770-х годах в срубе у Тенгинской крепости на Камчатке колдуньи-камчадалки.

## Современность
В вооружённых конфликтах, массовых беспорядках и актах геноцида XX и XXI веков сожжение нередко применялось как способ индивидуального и массового уничтожения людей, чаще всего при этом использовалось обливание жертвы легковоспламеняющейся жидкостью или сожжение в запертых зданиях и сооружениях из горючих материалов, а также огнеметы. Так, в СССР и на постсоветском пространстве сожжение заживо осуществлялось обеими воюющими сторонами в Гражданскую войну в России, немецкими, венгерскими и румынскими оккупантами в Великую Отечественную войну, а также в ходе массовых беспорядков в Оше и Фергане, Чеченских войн, ряда других вооруженных конфликтов. Также сожжение заживо (как правило, с применением легковоспламеняющейся жидкости либо путём поджога зданий, сооружений, автомобилей, в которых находится потерпевший) используется как способ криминального убийства, по российскому уголовному праву обычно квалифицируется как убийство с особой жестокостью либо общеопасным способом (п. «д», «е» ч. 2 ст. 105 УК РФ).
В ходе Боснийской войны, в июне 1992 года, боснийские сербы живьём сожгли 119 босняков в Вишеграде (на Пионерской улице и в Бикаваце), жертвами стали женщины, дети и старики.
Сожжение с помощью «ожерелья» (англ. necklacing) применяется для линчевания в современной Южной Африке. На тело жертвы надевают автопокрышку, залитую бензином, и поджигают. Мучительная смерть наступает через несколько десятков минут. Первый зарегистрированный случай произошёл в 1985 году, когда сторонники Африканского национального конгресса сожгли подозреваемого коллаборациониста. В Южной Африке часто использовалось в 2008 году в ходе антииммиграционных волнений, также встречалось в других странах Африки и на Гаити.
В январе 2015 года боевиками террористической организации «Исламское государство» был сожжён заключённый в клетку пленный иорданский военный лётчик Муаз аль-Касасиба, чей истребитель разбился в Сирии 24 декабря 2014 года. Видео казни было опубликовано в сети Интернет 3 февраля 2015 года, после чего на следующий день, 4 февраля, власти Иордании казнили путём повешения террористку Саджиду аль-Ришави.
В декабре 2016 года боевики «Исламского государства» опубликовали видеозапись сожжения заживо двух захваченных в Сирии турецких военных. После публикации данной видеозаписи в сети Интернет доступ к соцсетям Facebook, Twitter и видеохостингу YouTube на территории Турции был временно ограничен.

## Процедура

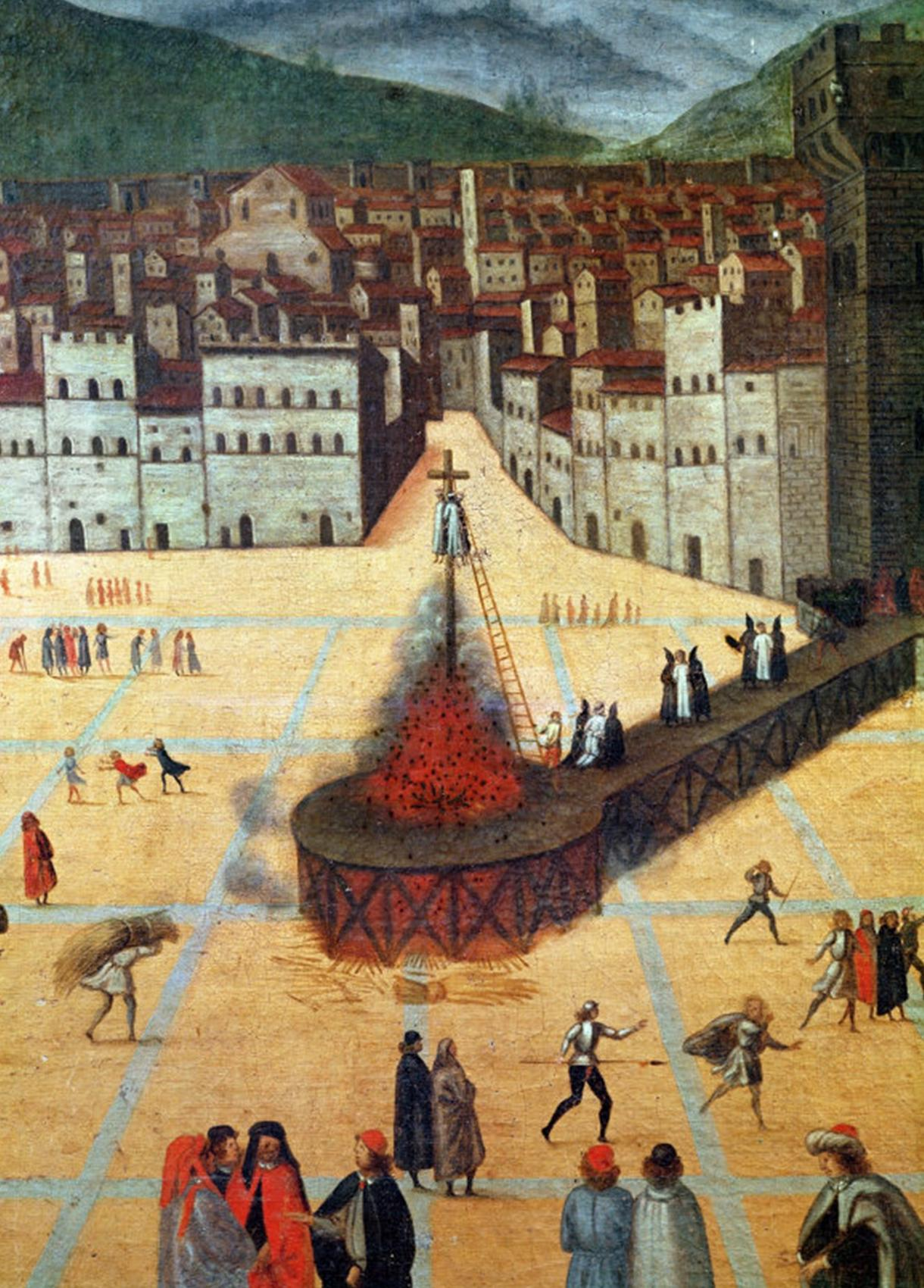
Казнь Джироламо Савонаролы на Площади Синьории во Флоренции. Анонимный художник

К сожжению приговаривались как отдельные осуждённые, так и целые их группы, как правило, арестованные или схваченные в рамках одного судебного процесса. Число сжигаемых обычно не превышало нескольких десятков, однако истории известны случаи гибели на костре намного большего числа людей. Так, в мае 1211 года в окситанском городе Лаворе крестоносцами Симона де Монфора единовременно были сожжены 400 захваченных там катаров, а в захваченном в марте 1244 года Монсегюре, по словам хрониста Гийома Пюилоранского, на костёр было отправлено около 200 еретиков, которых не привязывали к столбам по одному, а просто загнали в сооружённый специально для этого из кольев и соломы палисад.

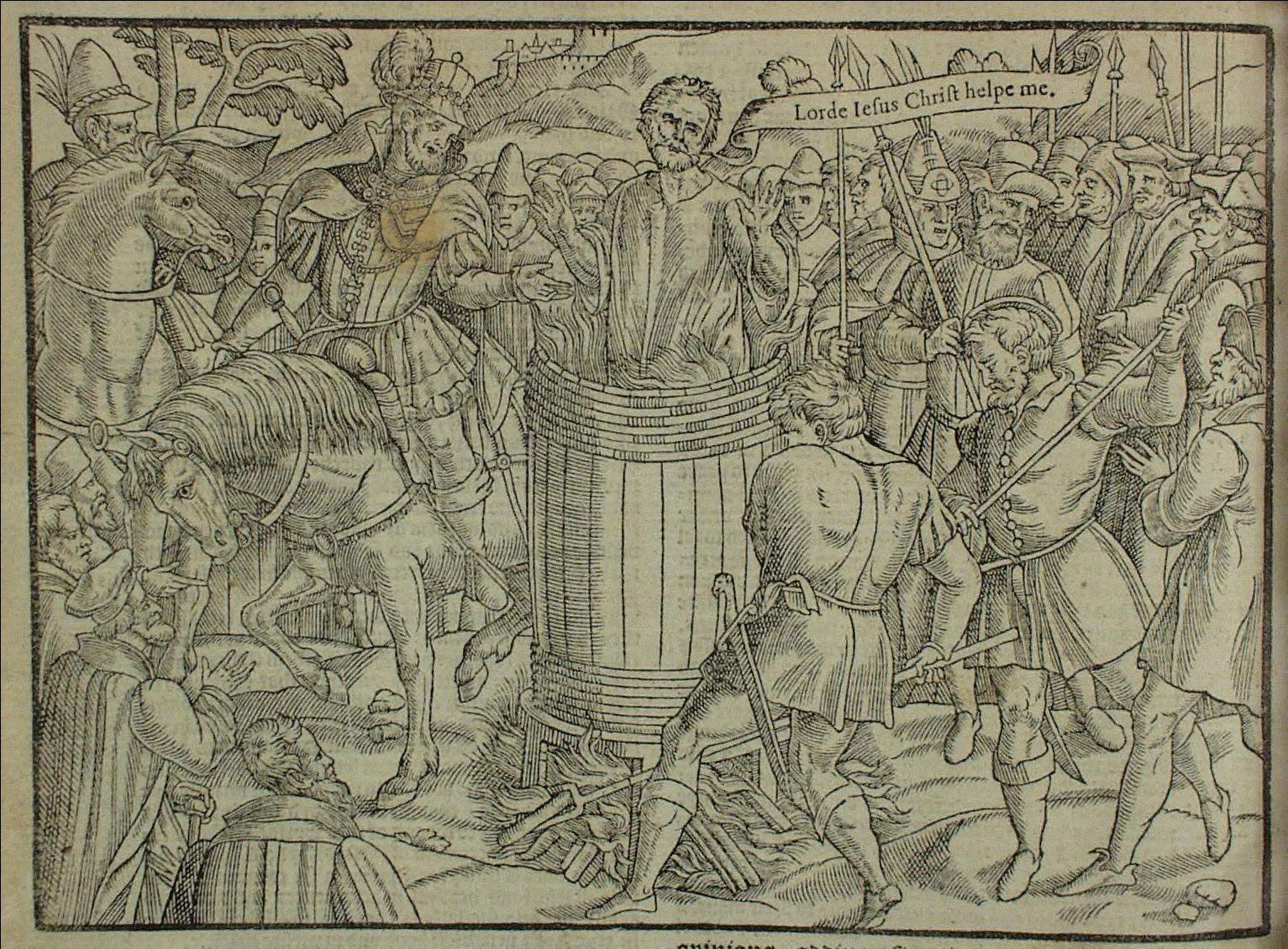
Казнь лолларда Джона Бэдби. Гравюра из 1-го издания «Книги мучеников Фокса» 1563 г.

Изначально процедура сожжения строго не регламентировалась, а техническая сторона зависела от местных особенностей, включая наличие дров и пр. горючих материалов. В эпоху Позднего Средневековья появились специальные руководства, подробно описывающие подготовку и проведение подобного вида казни. Порою принимались во внимание климатические и природные условия, отсюда распространившийся в Московской Руси обычай сожжения в срубе. В «Дневнике парижского горожанина» сообщается, что перед сожжением в 1431 году в Руане Жанны д’Арк поленница её костра была оштукатурена. По свидетельствам современников, приговорённых жгли в основном на «большом» огне, сила которого, однако, могла зависеть как от объёма поленьев или хвороста, так и от степени их просушки.

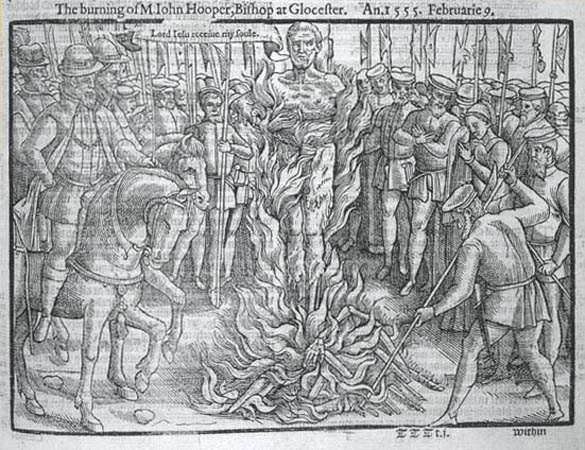
Сожжение епископа Джона Хупера в Глостере. Гравюра из 4-го издания «Книги мучеников Фокса» 1583 г.

В отдельных случаях употреблялось сожжение на огне «медленном», с очевидной целью продлить мучения жертвы, произвести определённое впечатление на зрителей, а также, по возможности, устрашить сторонников осуждённых. С этой целью дрова костра заранее смачивали водой, чтобы они дольше горели, или же приговорённого намеренно помещали подальше от пламени, приковав к столбу длинной цепью, укрепив на высоком столбе или даже коромысле. Чтобы обездвижить приговорённого, его иногда помещали перед сожжением в бочку, приковывая к ней изнутри. Подобным образом, по словам историка Джона Фокса, сожжён был в 1410 году в Лондоне портной-лоллард Джон Бэдби.
В особых случаях приговорённые подвергались сожжению после умерщвления другими способами. Так, к примеру, поступили 23 мая 1498 года во Флоренции на площади Синьории с известным проповедником Джироламо Савонаролой, которого сначала повесили, а уже после сожгли его тело. Предполагаемой причиной такого «милосердия» послужил произошедший там накануне, 7 апреля того же года, случай, когда публично вызвавшийся пройти огненную ордалию Савонарола якобы внезапно вызвал проливной дождь, затушивший поленницу.
Раскаявшиеся еретики, а также женщины, старики и подростки, перед разжиганием костра могли подвергаться удушению, в Испании — традиционному гарротированию; после коронования в 1509 году Екатерины Арагонской подобный обычай применялся и в Англии. Однако упорствующих осуждённых лишали подобной милости, после чего те сгорали живьём. Так поступили в июле 1546 года с известной протестантской проповедницей Анной Аскью, отказавшейся, несмотря на пытки, отречься от своих убеждений. По свидетельствам очевидцев, Анна Аскью мучилась на костре в течение 15 минут, пока не потеряла сознание, закричав лишь тогда, когда пламя дошло до её груди.
С другой стороны, стремление палачей и судей хоть как-то облегчить страдания осуждённого порою приводило к противоположным результатам. Так, когда 9 февраля 1555 года в Глостере (Англия) на костёр взошёл протестантский епископ Джон Хупер, ему предварительно привязали мешочки с порохом под мышки и между ног. По свидетельству очевидцев, это лишь усугубило страдания несчастного клирика, поскольку, хотя порох и взорвался, он так и не смог ни разжечь сырой хворост, ни умертвить приговорённого, скончавшегося в страшных мучениях на глазах у семитысячной толпы.
В Севилье XVI—XVII веков на кемадеро вместо дровяных костров употреблялись уже специальные печи, напоминающие полые эшафоты из камня и кирпича. Над каждой из них возвышалась полая статуя, изображающая одного из четырёх библейских пророков. Приговорённого заводили внутрь статуи, после чего в печи под ним разжигали костер, который медленно убивал осуждённого, оказавшегося в подобной топке.
По окончании процедуры захоранивать останки, как правило, не дозволялось, и их уничтожали, сбрасывая в реку и т. п. Очевидец казни Яна Гуса в Констанце Пётр из Младеновиц сообщает, что после сожжения магистра его череп раздробили на куски кольями и забросали их головёшками, обуглившееся тело разорвали клещами, а найденное во внутренностях сердце проткнули острой палкой и старательно сожгли в пламени вместе с вещами покойного. После чего тщательно собранный пепел бросили в воды Рейна.

## Свидетельства современников
Описание смерти на костре Иеронима Пражского в Констанце 30 мая 1416 года:

А когда его обложили дровами до верха головы и положили на те дрова всю его одежду, то поднесли горящий факел и подожгли дрова. И когда дрова занялись, то он громко запел «в Твою руку предаю дух мой» (Пс. 30:6). Когда окончил и был уже сильно охвачен огнём, то произнес по-чешски такие слова: „Госпожи Боже, Отче всемогущий, смилуйся надо мною и отпусти мне грехи мои, ибо Ты видишь, что любил я Твою истину искренне!“ И тут сильный огонь удушил его голос, так что дольше уж не было его слышно, но он ещё быстро шевелил губами, как будто быстро что-то говорил или молился. Когда огонь охватил всё тело вместе с бородой, то на нём появились от ожогов крупные волдыри величиною с яйцо. Но он всё ещё энергично двигал головой и губами около четверти часа. Так и горел он, а поскольку был весьма крепкого телосложения, то и оставался живым в огне, неся великие муки так долго, что всякий мог бы свободно за это время дойти от костёла Св. Климента по мосту до костёла Девы Марии. Как только он среди бушующего пламени испустил последний вздох, принесли из тюрьмы его одеяло, шубу, башмаки, берет и другие его вещи и сожгли всё это в том же огне, обратив в пепел. А после того, как огонь погас, положили тот пепел на воз и с него сбросили в воду реки Рейн, что протекает по соседству…».